# Patinação de velocidade nos Jogos Olímpicos de Inverno de 2022 - 10000 m masculino
A prova de 10000 m masculino da patinação de velocidade nos Jogos Olímpicos de Inverno de 2022 ocorreu no Oval Nacional de Patinação de Velocidade de Pequim, em 11 de fevereiro.

## Medalhistas
| Ouro   | SWE Nils van der Poel |
| Prata  | NED Patrick Roest     |
| Bronze | ITA Davide Ghiotto    |

## Recordes
Antes desta competição, os recordes mundiais e olímpicos da prova eram os seguintes:
| Tipo | Atleta            | Tempo        | Local      | Data                    |
| ---- | ----------------- | ------------ | ---------- | ----------------------- |
|      | Nils van der Poel | 12:32.95 min | Heerenveen | 14 de fevereiro de 2021 |
|      | Ted-Jan Bloemen   | 12:39.77 min | Gangneung  | 15 de fevereiro de 2018 |

Os seguintes recordes mundiais e/ou olímpicos foram estabelecidos durante esta competição:
| Data            | Evento | Atleta                | Marca        | Notas |
| --------------- | ------ | --------------------- | ------------ | ----- |
| 11 de fevereiro | Final  | SWE Nils van der Poel | 12:30.74 min | ,     |

## Resultados
| Pos. | Par | Raia | Atleta               | País              | Tempo    | Diferença | Notas                              |
| ---- | --- | ---- | -------------------- | ----------------- | -------- | --------- | ---------------------------------- |
| 01 ! | 5   | I    | Nils van der Poel    | SWE Suécia        | 12:30.74 | —         | Recorde mundial · Recorde olímpico |
| 02 ! | 2   | O    | Patrick Roest        | NED Países Baixos | 12:44.59 | +13.85    |                                    |
| 03 ! | 5   | O    | Davide Ghiotto       | ITA Itália        | 12:45.98 | +15.24    | Recorde nacional                   |
| 4    | 4   | O    | Jorrit Bergsma       | NED Países Baixos | 12:48.94 | +18.20    |                                    |
| 5    | 4   | I    | Aleksandr Rumyantsev | ROC               | 12:51.33 | +20.59    | Recorde nacional                   |
| 6    | 1   | O    | Graeme Fish          | CAN Canadá        | 12:58.80 | +28.06    |                                    |
| 7    | 3   | O    | Patrick Beckert      | GER Alemanha      | 13:01.23 | +30.49    |                                    |
| 8    | 6   | I    | Ted-Jan Bloemen      | CAN Canadá        | 13:01.39 | +30.65    |                                    |
| 9    | 2   | I    | Michele Malfatti     | ITA Itália        | 13:01.42 | +30.68    |                                    |
| 10   | 6   | O    | Bart Swings          | BEL Bélgica       | 13:02.43 | +31.69    |                                    |
| 11   | 3   | I    | Ryosuke Tsuchiya     | JPN Japão         | 13:02.49 | +31.75    |                                    |
| 12   | 1   | I    | Peter Michael        | NZL Nova Zelândia | 13:33.53 | +1:02.79  |                                    |

Legenda
| Recorde mundial      | Recorde mundial (World record)               |                       | Recorde africano                      | Recorde africano (African) |                                           | Q | Classificado por posição (Qualified) |
| Recorde olímpico     | Recorde olímpico (Olympic record)            | Recorde da América    | Recorde da América (Americas)         | q                          | Classificado por melhor tempo (Qualified) |   |                                      |
| Melhor marca do ano  | Melhor marca do ano (World leading)          | Recorde asiático      | Recorde asiático (Asian)              | DNS                        | Não largou (Did not start)                |   |                                      |
| Recorde nacional     | Recorde nacional (National record)           | Recorde europeu       | Recorde europeu (European)            | DNF                        | Não terminou (Did not finish)             |   |                                      |
| Recorde pessoal      | Recorde pessoal do atleta (Personal best)    | Recorde da Oceania    | Recorde da Oceania (Oceania)          | DSQ / DQ                   | Desclassificado (Disqualified)            |   |                                      |
| Recorde da temporada | Recorde da temporada do atleta (Season best) | Recorde sul-americano | Recorde sul-americano (South America) | NM                         | Sem marca (No mark)                       |   |                                      |